# Himalájai havasipinty
A himalájai havasipinty (Montifringilla adamsi) a madarak (Aves) osztályának verébalakúak (Passeriformes) rendjébe, ezen belül a verébfélék (Passeridae) családja tartozó faj.

## Rendszerezése
A fajt Andrew Leith Adams skót ornitológus írta le 1859-ben.

## Alfajai
- Montifringilla adamsi adamsi Adams, 1859
- Montifringilla adamsi xerophila Stegmann, 1932[2]

## Előfordulása
India, Kína, Nepál és Pakisztán területén honos. Természetes élőhelyei a magaslati sziklás környezet. Állandó, nem  vonuló faj.

## Megjelenése
Testhossza 17 centiméter.
|  |

## Életmódja
Magvakkal és rovarokkal táplálkozik.

## Természetvédelmi helyzete
Az elterjedési területe rendkívül nagy, egyedszáma pedig stabil. A Természetvédelmi Világszövetség Vörös listáján nem fenyegetett fajként szerepel.